# Elattoneura oculata
Elattoneura oculata – gatunek ważki z rodziny pióronogowatych (Platycnemididae). Występuje endemicznie na Sri Lance, w południowej, wilgotnej części wyspy; narażony na wyginięcie.